# Phrynopus kauneorum
Espèce
Statut de conservation UICN

 EN  : En danger
Phrynopus kauneorum est une espèce d'amphibiens de la famille des Craugastoridae. 

## Répartition
Cette espèce est endémique de la province de Pachitea dans la région de Huánuco au Pérou. Elle se rencontre dans les environs de Chaglla entre 2 600 et 3 020 m d'altitude.

## Étymologie
Cette espèce est nommée en l'honneur d'Andreas, Meeta et Rebekka Kaune.

## Publication originale
- Lehr, Aguilar & Köhler, 2002 : Two sympatric new species of Phrynopus (Anura: Leptodactylidae) from a cloud forest in the Peruvian Andes. Journal of Herpetology, vol. 36, no 2, p. 208-216.